# Chalala
Chalala é uma cidade e um município no distrito de Amreli, no estado indiano de Gujarat.

## Geografia
Chalala está localizada a 21° 25′ N, 71° 10′ L. Tem uma altitude média de 160 metros (524 pés).

## Demografia
Segundo o censo de 2001, Chalala tinha uma população de 16 915 habitantes. Os indivíduos do sexo masculino constituem 51% da população e os do sexo feminino 49%. Chalala tem uma taxa de literacia de 69%, superior à média nacional de 59,5%; a literacia no sexo masculino é de 76% e no sexo feminino é de 62%. 12% da população está abaixo dos 6 anos de idade.